# Понтенано (Арецо)
Понтенано је насеље у Италији у округу Арецо, региону Тоскана.
Према процени из 2011. у насељу је живело 49 становника. Насеље се налази на надморској висини од 792 м.